# Аида (фильм, 1911)
- Не следует путать с американским одноимённым фильмом того же года

«Аида» (итал. Aida) — франко-итальянская трагедия из египетской жизни по одноимённой опере Джузеппе Верди. Согласно другим источникам, фильм французский, произведенный только Pathé, а не Film d'Arte Italiana. Фильм был выпущен в июле 1911 года.

## Создание фильма
Созданная во Франции компания Pathé в 1910-х годах начала активно создавать представительства в других странах. В Италии, начиная с 1909 года, фильмы Pathé создавались в сотрудничестве с римской компанией Film d’Arte Italiana. «Аида» принадлежит к этому периоду.

## В ролях
Роль Аиды исполнила Бьянка Лоренцони, неоднократно снимавшаяся в экранизациях опер таких как «Бал-маскарад», «Норма», «Луиза Миллер», «Тристан и Изольда» и «Вильгельм Телль». В роли Амнерис снялась Рина Агоццино Алессио (около 1880 — не ранее 1931), итальянское меццо-сопрано, также выступавшая под именем Рина Агоцци (Rina Agozzi). В вышедшей в том же месяце «Норме», Агоццино Алессио исполнила роль Нормы, а Лоренцони — Адальджизы.

## Сюжет
Фильм состоит из 9 сцен:
1. Радамес, отправляясь на войну, прощается со своей возлюбленной.
2. Египетский фараон решает женить на своей дочери Радамеса в награду за его победы.
3. Амнерис узнает от Аиды о её взаимной любви к Радамесу.
4. Аида убеждает Радамеса скрыться к её отцу.
5. Амнерис обвиняет Радамеса в измене.
6. Суд жрецов Гаммона.
7. Аида тайно присутствует на заседании судилища.
8. Радамес приговорен к замурованию живым в подземелье храма.
9. Смерть соединяет.